# جعوال (السوادية)

تعديل مصدري - تعديل

جعوال هي إحدى قرى عزلة ذاهبة بمديرية السوادية التابعة لمحافظة البيضاء، بلغ تعداد سكانها 111 نسمة حسب تعداد اليمن لعام 2004.